# 主食
主食（しゅしょく）とは、副食の対義語、対比概念。日常の食事の中心になる食物。飯、麺類、パンなどのこと（大抵は穀類を調理したものの名称）。
小麦、大麦、トウモロコシ、エンバク、ライムギなどの禾穀類（かこくるい）が主食となっている国々や地域が多い（ヨーロッパ、南アメリカ・北アメリカ、中国など）が、イネが主食となっている国々や地域も少なくない（主として東南アジア）。その他に、各種豆類（大豆等）、果実類（プランテン、パンノキ）、サゴ等を主食にする人々も。だが、ノルウェーの人々のように何世紀にもわたり魚類を主食に生きてきた人々や、イヌイット（エスキモー）のように狩猟で得た生肉を主食として生きてきた人々もいる。

## 概要
主食は日常の食事の中心になる食べ物である。それぞれの国や地域においてどの作物が主食に選ばれるかは、気候・土壌・地形・生態系等の自然条件、農業政策や農業技術等の社会条件、好まれる味覚や食文化によって左右される。世界には食用となる植物が50,000種以上あるが、人類の栄養源として特に重要度の高い作物は数百程度である。そのうち15種の作物が全世界で摂取される食物エネルギーの90％を支え、うち米・トウモロコシ・小麦だけで世界人口の3分の2に当たる40億人の主食を占める。
食物エネルギー源が畜産物33%・穀類26%・芋類4%で構成される西ヨーロッパの主食は畜産物や穀物だと言える。 該当する代表的な作物には、小麦、大麦等の穀類、豆類、ジャガイモやキャッサバ等の芋類がある。イヌイットの主食は肉と魚である。
イネ科穀類には10,000種以上があるが、広く耕作されている種はその一部である。世界的に特に重要な作物としては小麦、大麦、トウモロコシがあり、東南アジアや中国南部（や日本）などでは米もよく栽培され食べられている。途上地域においては、モロコシ（別名：ソルガム・コーリャン）や雑穀類（アワ・キビ・ヒエ・シコクビエ・トウジンビエ等）も重要な栄養源である。ヨーロッパ南部の温かい地域では小麦や大麦。ヨーロッパのうち小麦の生育に適さない寒冷で土壌の痩せた地域では、伝統的にライムギやエンバク（オートミール）が利用されてきた。テフはエチオピアの伝統的な主食作物である。イネ科以外の作物についても穀類に含めることがあり（「擬似穀類」）、ソバ、アンデス地域のキヌア・アマランサス等が該当する。穀類は生食に適さず、そのまま加熱して粒食（米飯等）するほか、製粉して麺（パスタ等）や発酵パン等に加工して食される。
芋類（ジャガイモ・タロイモ・ヤムイモ・サツマイモ・キャッサバ等）は途上地域の10億人以上の人々にとって重要な主食であり、サハラ以南のアフリカの人口の半数にとっては食料源の約40%を占める。特にキャッサバは熱帯の途上地域において重要であり、約5億人の主食となっている。芋類の一般的な特徴としては、炭水化物・カルシウム・ビタミンCに富むが、タンパク質に乏しいことが挙げられる。
この他に豆類（大豆・インゲン・ササゲ・エンドウ・ソラマメ・レンズマメ・ヒヨコマメ・ラッカセイ等）が限定的に主食とされる。豆類は、タンパク質に富むが炭水化物に乏しい。熱帯地域ではプランテン（調理用バナナ）が古くから利用されている。一部の地域では、パンノキの果実や、サゴ（サゴヤシの髄）を主食とする。
エチオピアの一部ではパルショータと呼ばれる醸造酒を主食とする人々がいる。
|      |              | 世界生産高 2008年 | 作付面積 当たり 平均生産高 2010年 | 作付面積 当たり 最大生産国 2010年 | 作付面積 当たり 最大生産国 2010年 |
| ---- | ------------ | ----------------- | --------------------------------- | --------------------------------- | --------------------------------- |
| 順位 | 作物         | (t)               | (t/ha)                            | (t/ha)                            | 国                                |
| 1    | トウモロコシ | 8.23億            | 05.1                              | 28.4                              | イスラエル                        |
| 2    | 小麦         | 6.90億            | 03.1                              | 08.9                              | オランダ、ベルギー                |
| 3    | 米           | 6.85億            | 04.3                              | 10.8                              | オーストラリア                    |
| 4    | ジャガイモ   | 3.14億            | 17.2                              | 44.3                              | アメリカ                          |
| 5    | キャッサバ   | 2.33億            | 12.5                              | 34.8                              | インド                            |
| 6    | 大豆         | 2.31億            | 02.4                              | 03.7                              | トルコ                            |
| 7    | サツマイモ   | 1.10億            | 13.5                              | 33.3                              | セネガル                          |
| 8    | モロコシ     | 0.66億            | 01.5                              | 12.7                              | ヨルダン                          |
| 9    | ヤムイモ     | 0.52億            | 10.5                              | 28.3                              | コロンビア                        |
| 10   | プランテン   | 0.34億            | 06.3                              | 31.1                              | エルサルバドル                    |

## ノルウェー
ノルウェーの人々は、何世紀にもわたり、北大西洋の新鮮な魚を基本の主食として生きてきた。まれにエルクやカリブーの肉を塩漬けにして乾燥させたものを主食とする場合もあった。

## ドイツ
ドイツの主食はキャベツ、ジャガイモ、ソーセージ、シュニッツェル（骨なしの薄い肉を揚げたり焼いたりしたもの）。そしてドイツ人にとって欠かせないのがドイツのパンであり、ドイツ文化の核心でもあり、色の濃いパン（ライ麦パンなど）から色の白いパンまで300種類以上、細かく分けると1200種類のバリエーションがあり、朝食でも夕食でも、お祭りやお祝いの時にも食べる。

## フランス
フランスの主食はバゲット（フランスパン）であり、これはフランスの象徴にもなっている。フランスパンとならび、さまざまな種類のチーズ（フランスのチーズ消費量は世界トップクラス）。そしてたいていワインを飲む。一年を通して鶏肉、牛肉、子牛肉、子羊肉が食べられ、狩猟肉（ジビエ）も頻繁に食べられている。魚もよく食べられていてタラ、サーモン、マス、エビ、イカ、イワシなど。またマッシュルーム（きのこ）。リンゴやぶどうなどのフルーツ。

## イタリア
イタリアの主食はパンである。イタリアのパンは塩分が少なくソースやオリーブオイルをつけて食べ、パスタを食べる場合もパンがそえられパスタのソースをパンにつけて食べる。 主食として食べられるパンとしてはフォカッチャ、チャバッタ、グリッシーニ、ロゼッタなどがある。

## ギリシア
ギリシアでは野菜類やフルーツ類、シーフード類が特に主要な食品である。ギリシアは海岸線が長くて島も多いので、そのように海に近い地域では、野菜類やシーフードが主に食べられていて、肉類の役割は低い。内陸部では反対に、肉類やチーズの役割が大きい。ギリシャ人はほぼ毎日、パン、穀類、ジャガイモ、米、パスタを食べる。また頻繁にオリーブの実、オリーブオイル、ナス、きゅうり、トマト、ほうれん草、レンズ豆や他の種類の豆、レモン、ナッツ、蜂蜜、ヨーグルトを食べる。肉類では子羊の肉。

## 中国
中国は広く、地域により主食が異なる。中国北部では、小麦粉で作った食べ物つまり麺類、餃子類、蒸したパン類、焼いたパン類などが主食となっている。北部は寒冷で、乾燥した冬となる気候が小麦の栽培に適しているからである。動物性のものとしては羊肉、豚肉、牛肉、鶏肉、アヒル肉、魚。
中国南部では、米で作る粥（ジョウ）が主食であり、特に広東では毎朝、粥を食べる。南部はモンスーンの影響で雨が多く、稲作に適した気候だからである。

## 日本
縄文時代
縄文時代の集落の周りには栗林やブナ林などが人工的に作られた跡が残っていることから、栗、胡桃（くるみ）、団栗（どんぐり）などの木の実が、縄文人の主食だったことがわかっている。西田正規も学術論文で、栗やクルミが主食だったと考えるべきだ、と指摘している。栗や胡桃やドングリは高カロリーで活動エネルギーの源となり、殻に包まれた木の実（堅果）は長期保存に向いており主食にするのに便利である。ドングリはそのままでは渋いので、まず水にさらしたり煮てアク抜きをしてから、石皿とすり石で粉にして、ドングリ粉に他の木の実（栗や胡桃）や肉を入れて練り、火で炙りクッキー状にして食べるのが一般的で、他に粥やスープにして食べることもあったと考えられている。
縄文人は漁や狩りも行い、住む場所に応じてであるが、川や湖ではサケやマス、ウナギ、ハゼ、フナ、ドジョウ、海ではタイ、スズキ、ベラ、サメ、アジ、イワシ、サバ、マダイ、クロダイ、カツオ、マグロ、サワラの漁を行い、狩りによりイノシシ、シカ、ウサギ、ムササビなどの肉を得ていた。縄文時代の貝塚の遺跡も多数見つかっており、貝がとれる場所では貝類も食べていた。これら動物性の食べ物は高タンパクで、人の体をつくるために大切な食であるということが現代人には理解されているが、西田正規の説に拠れば、縄文人にとっては主食というよりは副食という位置づけだったことになる。
（縄文人の子孫であるとされる）アイヌの人々は、縄文時代以降もずっと、明治時代中葉までずっといわゆる「採集の民」であって、漁猟(漁や狩猟）や植物採取で生きており、海岸付近に住む場合はヒエ・アワなどの原始的な農耕を小規模に行いはしたが、内陸部に住む場合は必ずしも農耕をおこなわず、アイヌの主食は一般にはシャケ（鮭）・シカ（鹿）であった、と渡辺仁は指摘している。
弥生初期 -
縄文時代の末期ごろから日本列島に渡来する人々が増えた。これにより日本列島では、元来の日本列島の住民である多数派の縄文人の中に、少数の外来人が住む形になった。この時代は縄文時代晩期と分類されたり弥生時代初期と分類されたりすることがあり、時代分類にゆらぎがある。弥生時代初期には大陸や朝鮮半島から渡来した人々が中国地方（主に山陰地方）に畑作と水田稲作を持ち込んだ。
紀元前2400年-紀元前2300年ころの弥生時代初期に渡来人らは畑作物としてオオムギ、アワ、アズキ、マクワウリを栽培した。この時代の農耕が水田稲作と畑作の二本立てで始まったことはほぼ確実である。なお、1986年までに発掘された弥生遺跡でドングリが発掘された遺跡の数は168箇所にのぼったのに対してコメが出土したのは128箇所にとどまる。しかもドングリなど堅果（堅い殻で包まれた木の実）を蓄えた穴蔵が見つかる弥生遺跡も多いし、弥生時代の水田の収穫性能は低かったと推定されている。つまり、弥生時代初期に入っても、従来どおりドングリなど木の実が主食だったと考えてよい。弥生時代について語る際、新しく始まったことや新たに中国地方に渡来した少数の外来人のことばかりが話題にされるが、実際には日本列島の大多数の住民すなわち多数派の縄文人は考古学的に弥生時代初期と分類される時代になっても、上の縄文時代の節で説明した従来どおりの縄文式の食生活を変えずそのままの食生活を送り続けていたことも忘れるべきではない。弥生時代初期に入っても縄文人が日本列島の多数派の住民だったからである。
弥生時代中期
考古学の寺沢薫は1986年に、弥生時代中期ころは、コメとコメ以外のでんぷん質食料とが半々ほどの割合になっていただろうと推定した。
江戸時代、明治、大正
サツマイモやトウモロコシなども17世紀ごろから盛んに作られていた。
少なくとも昭和30年代（1955年-1964年）までは、多くの人たちが米を常食することはできなかった。実生活上の主食は複数の穀物を組み合わせたものであった。水田地帯にあっても農家では昭和30年代（1955年-1964年）までは日常的には大麦の挽き割りや押し麦を混ぜた麦飯、大根飯など米に根菜類を混ぜたかて飯が普通だった。。
第二次世界大戦の敗戦の後、1951年（昭和26年）朝鮮特需で経済力を回復しサンフランシスコ講和条約で国際復帰を果たした日本は、1955年（昭和30年）から高度成長期に入った。このころから米の増産は著しく、1959年（昭和34年）には1250万トン、1967年（昭和42年）の大豊作では1445万トンを記録している。そうしたなかで、1960年（昭和35年）に始められた栄養改善運動では、白米偏重の是正が叫ばれるようになった。そのため、1962年（昭和37年）に米の消費量は戦後最高を記録し、一人一日あたり324グラムのピークに達したが、以後年々減少し米は市場に余り米の過剰時代に入った。そして、1970年（昭和45年）以降は減反政策といわれる生産調整政策がとられることになった。高度成長期の後半、とくに1970年（昭和45年）以降、世界各地からさまざまな食材や食べ物が輸入され日本人の食生活は多様化していった。しかしその多様さだけに限定してみると、高度成長期以前においてもそう変わらなかった。大きく異なっているのは、戦後までは、立地条件や経済的事由などによって主食の米を常食できず、自作の、あるいは入手できる食糧・食材を組み合わせていたということである。対して現代では、食べ物の選択肢が飛躍的に増え、そのなかから個人の嗜好によって、何を食べるかが選択されるようになったことにあるといえよう。

### 日本の主食関連文献
- 甲元真之 1986「弥生人は何を食べたか」『季刊考古学』雄山閣、14:14-17
- 小山修三ほか 1981「『斐太後風土記』による食糧資源の計量的研究｣『国立民族学博物館研究報告』6
- 小山修三・五島淑子 1985「日本人の主食の歴史」『論集東アジアの食事文化』平凡社　pp.473-499
- 鬼頭宏 1983「江戸時代の米食」『歴史公論』1983年4月号、pp.43-49
- 『考古学者のドングリ交遊記: 縄文の主食を求めて』岩永哲夫 、鉱脈社、2011
- 武末純一、森岡秀人、設楽博己『列島の考古学　弥生時代』河出書房新社、2011年。ISBN 978-4-309-71443-1。

## メキシコ
メキシコ、グアテマラなどメソアメリカの主食はトウモロコシから作るトルティーヤで、米やパンなどがそれに次ぐ。またインゲン豆が栄養価を補完する食材として主食につぐ重要な役割を果たしている。ブリートで肉類が入れられる時でも必ず豆が加えられる。豆類はよく育ち、安価で、さまざまな食べ方ができるから選ばれているのである。

## ペルー
ペルーの主食はトウモロコシ、豆類、ジャガイモである。

## 主食のうちの作物系に限った栄養データ表
以下は肉類や魚類のデータが欠けている、偏った取り上げ方をしたデータ表である。
以下は、あくまで主要な主食作物10種に限った栄養比較である。但し、この値は生のものであり、直接摂取する量ではない。加工・調理によって消費可能になるが、数値は異なるものとなる。
| 主食                              | トウモロコシ[A]    | 米[B]              | 小麦[C]            | ジャガイモ[D]      | キャッサバ[E]      | 大豆[F]            | サツマイモ[G]      | モロコシ[H]        | ヤム[I]            | プランテン[J]      |
| --------------------------------- | ------------------ | ------------------ | ------------------ | ------------------ | ------------------ | ------------------ | ------------------ | ------------------ | ------------------ | ------------------ |
| 成分                              | 100gあたりの含有量 | 100gあたりの含有量 | 100gあたりの含有量 | 100gあたりの含有量 | 100gあたりの含有量 | 100gあたりの含有量 | 100gあたりの含有量 | 100gあたりの含有量 | 100gあたりの含有量 | 100gあたりの含有量 |
| 水分（g）                         | 76                 | 12                 | 11                 | 79                 | 60                 | 68                 | 77                 | 9                  | 70                 | 65                 |
| 熱量（kJ）                        | 360                | 1528               | 1419               | 322                | 670                | 615                | 360                | 1419               | 494                | 511                |
| タンパク質（g）                   | 3.2                | 7.1                | 13.7               | 2.0                | 1.4                | 13.0               | 1.6                | 11.3               | 1.5                | 1.3                |
| 脂肪（g）                         | 1.18               | 0.66               | 2.47               | 0.09               | 0.28               | 6.8                | 0.05               | 3.3                | 0.17               | 0.37               |
| 炭水化物（g）                     | 19                 | 80                 | 71                 | 17                 | 38                 | 11                 | 20                 | 75                 | 28                 | 32                 |
| 食物繊維（g）                     | 2.7                | 1.3                | 10.7               | 2.2                | 1.8                | 4.2                | 3                  | 6.3                | 4.1                | 2.3                |
| 糖（g）                           | 3.22               | 0.12               | 0                  | 0.78               | 1.7                | 0                  | 4.18               | 0                  | 0.5                | 15                 |
| カルシウム（mg）                  | 2                  | 28                 | 34                 | 12                 | 16                 | 197                | 30                 | 28                 | 17                 | 3                  |
| 鉄（mg）                          | 0.52               | 4.31               | 3.52               | 0.78               | 0.27               | 3.55               | 0.61               | 4.4                | 0.54               | 0.6                |
| マグネシウム（mg）                | 37                 | 25                 | 144                | 23                 | 21                 | 65                 | 25                 | 0                  | 21                 | 37                 |
| リン（mg）                        | 89                 | 115                | 508                | 57                 | 27                 | 194                | 47                 | 287                | 55                 | 34                 |
| カリウム（mg）                    | 270                | 115                | 431                | 421                | 271                | 620                | 337                | 350                | 816                | 499                |
| ナトリウム（mg）                  | 15                 | 5                  | 2                  | 6                  | 14                 | 15                 | 55                 | 6                  | 9                  | 4                  |
| 亜鉛（mg）                        | 0.45               | 1.09               | 4.16               | 0.29               | 0.34               | 0.99               | 0.3                | 0                  | 0.24               | 0.14               |
| 銅（mg）                          | 0.05               | 0.22               | 0.55               | 0.11               | 0.10               | 0.13               | 0.15               | -                  | 0.18               | 0.08               |
| マンガン（mg）                    | 0.16               | 1.09               | 3.01               | 0.15               | 0.38               | 0.55               | 0.26               | -                  | 0.40               | -                  |
| セレン（mcg）                     | 0.6                | 15.1               | 89.4               | 0.3                | 0.7                | 1.5                | 0.6                | 0                  | 0.7                | 1.5                |
| ビタミンC（mg）                   | 6.8                | 0                  | 0                  | 19.7               | 20.6               | 29                 | 2.4                | 0                  | 17.1               | 18.4               |
| チアミン（mg）                    | 0.20               | 0.58               | 0.42               | 0.08               | 0.09               | 0.44               | 0.08               | 0.24               | 0.11               | 0.05               |
| リボフラビン（mg）                | 0.06               | 0.05               | 0.12               | 0.03               | 0.05               | 0.18               | 0.06               | 0.14               | 0.03               | 0.05               |
| ナイアシン（mg）                  | 1.70               | 4.19               | 6.74               | 1.05               | 0.85               | 1.65               | 0.56               | 2.93               | 0.55               | 0.69               |
| パントテン酸（mg）                | 0.76               | 1.01               | 0.94               | 0.30               | 0.11               | 0.15               | 0.80               | -                  | 0.31               | 0.26               |
| ビタミンB6（mg）                  | 0.06               | 0.16               | 0.42               | 0.30               | 0.09               | 0.07               | 0.21               | -                  | 0.29               | 0.30               |
| 葉酸 計（mcg）                    | 46                 | 231                | 43                 | 16                 | 27                 | 165                | 11                 | 0                  | 23                 | 22                 |
| ビタミンA（IU）                   | 208                | 0                  | 0                  | 2                  | 13                 | 180                | 14187              | 0                  | 138                | 1127               |
| ビタミンE（α-トコフェロール：mg） | 0.07               | 0.11               | 0                  | 0.01               | 0.19               | 0                  | 0.26               | 0                  | 0.39               | 0.14               |
| ビタミンK（mcg）                  | 0.3                | 0.1                | 0                  | 1.9                | 1.9                | 0                  | 1.8                | 0                  | 2.6                | 0.7                |
| ベータカロチン（mcg）             | 52                 | 0                  | 0                  | 1                  | 8                  | 0                  | 8509               | 0                  | 83                 | 457                |
| ルテイン+ゼアキサンチン（mcg）    | 764                | 0                  | 0                  | 8                  | 0                  | 0                  | 0                  | 0                  | 0                  | 30                 |
| 飽和脂肪酸（g）                   | 0.18               | 0.18               | 0.45               | 0.03               | 0.07               | 0.79               | 0.02               | 0.46               | 0.04               | 0.14               |
| 一価不飽和脂肪酸（g）             | 0.35               | 0.21               | 0.34               | 0.00               | 0.08               | 1.28               | 0.00               | 0.99               | 0.01               | 0.03               |
| 多価不飽和脂肪酸（g）             | 0.56               | 0.18               | 0.98               | 0.04               | 0.05               | 3.20               | 0.01               | 1.37               | 0.08               | 0.07               |

| A スイートコーン、黄色、生 |  |  |  |  |  |  |  |  | B 長粒種、生 |
| C デュラムコムギ           |  |  |  |  |  |  |  |  | D 皮付き、生 |
| E 生                       |  |  |  |  |  |  |  |  | F 緑色、生   |
| G 生、未加工               |  |  |  |  |  |  |  |  | H 生         |
| I 生                       |  |  |  |  |  |  |  |  | J 生         |

主食は栄養価の高い食物ではあるが、主食を摂るだけで全ての栄養素が摂取できるわけではないため、栄養失調を防ぐには他の食物も摂る必要がある。たとえば、トウモロコシ主体の食事ではナイアシン欠乏によりペラグラの発症リスクが高まり、白米主体の食事ではビタミンB1欠乏により脚気を患う恐れが高くなる。

## 画像

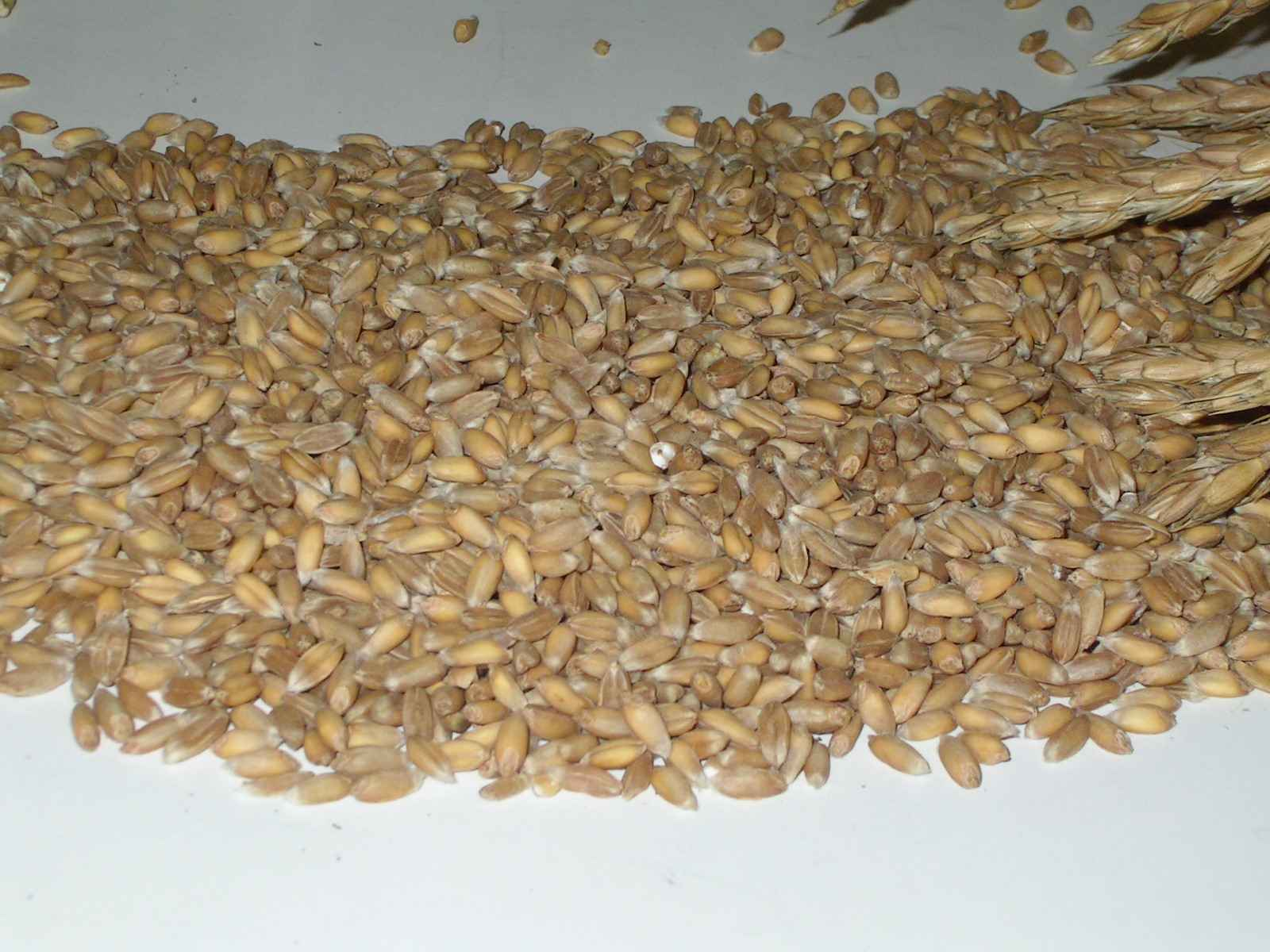
歴史的に重要な主食であるスペルトコムギの未加工の種子
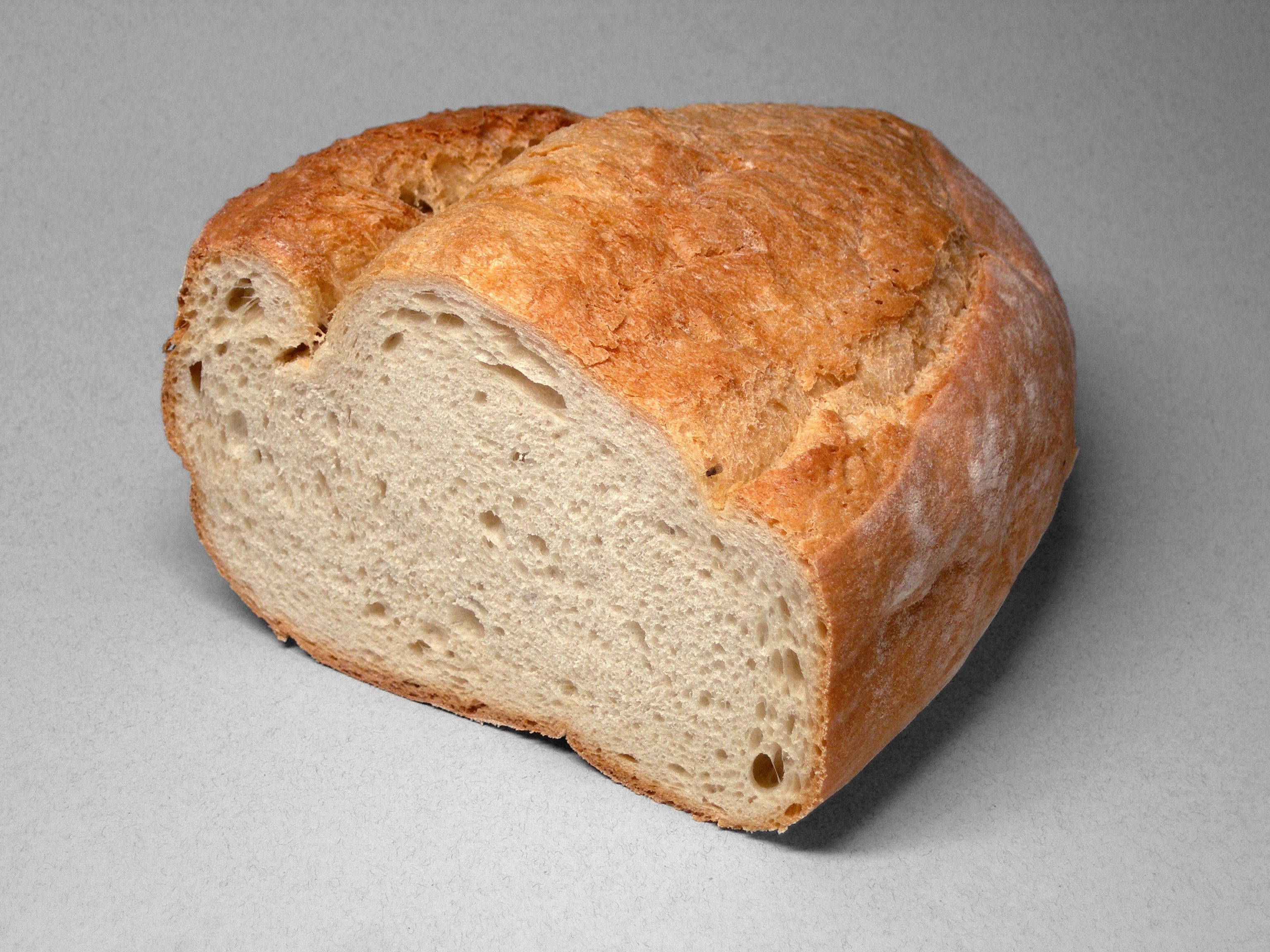
小麦粉から作られたパン
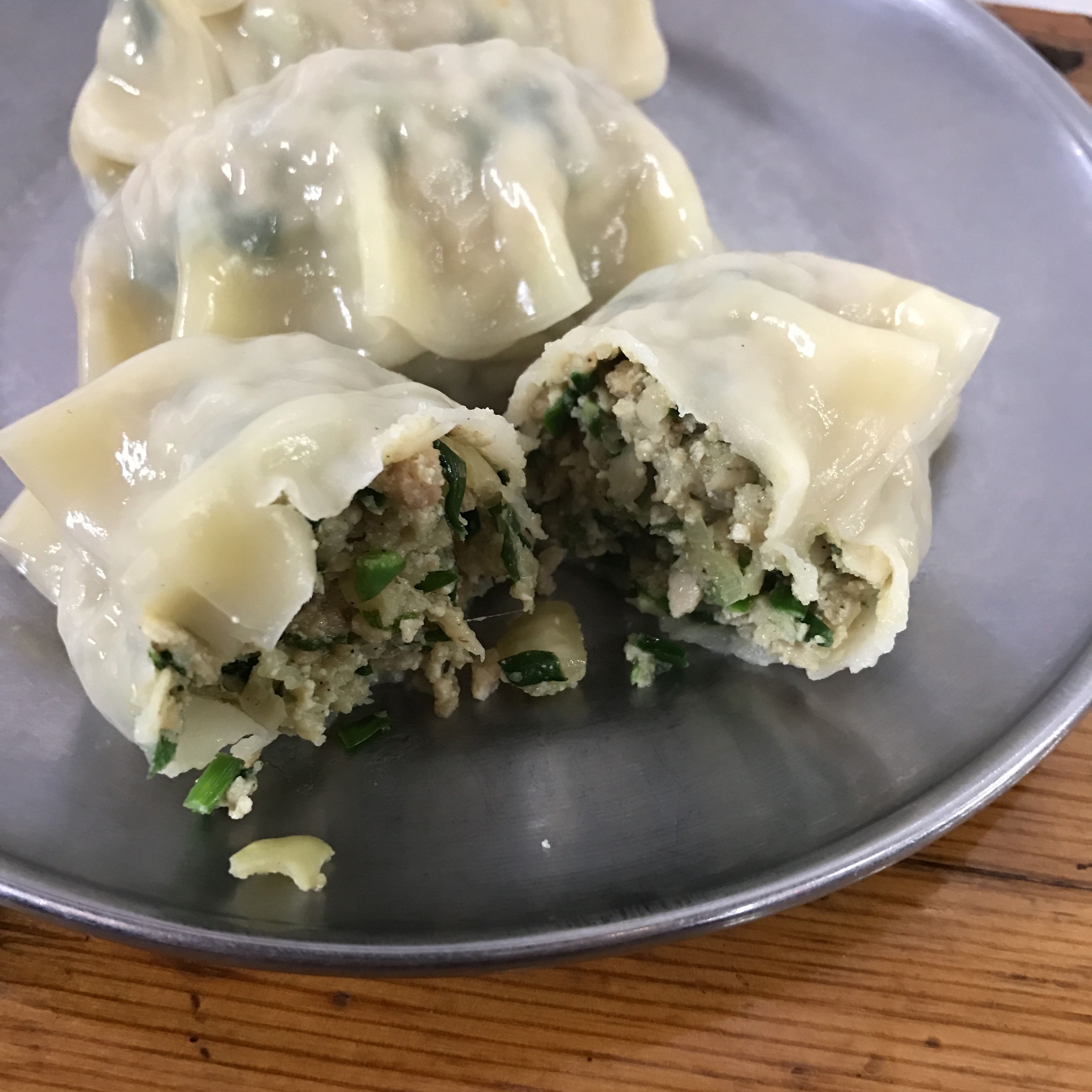
中国北部の饅頭（マントウ）
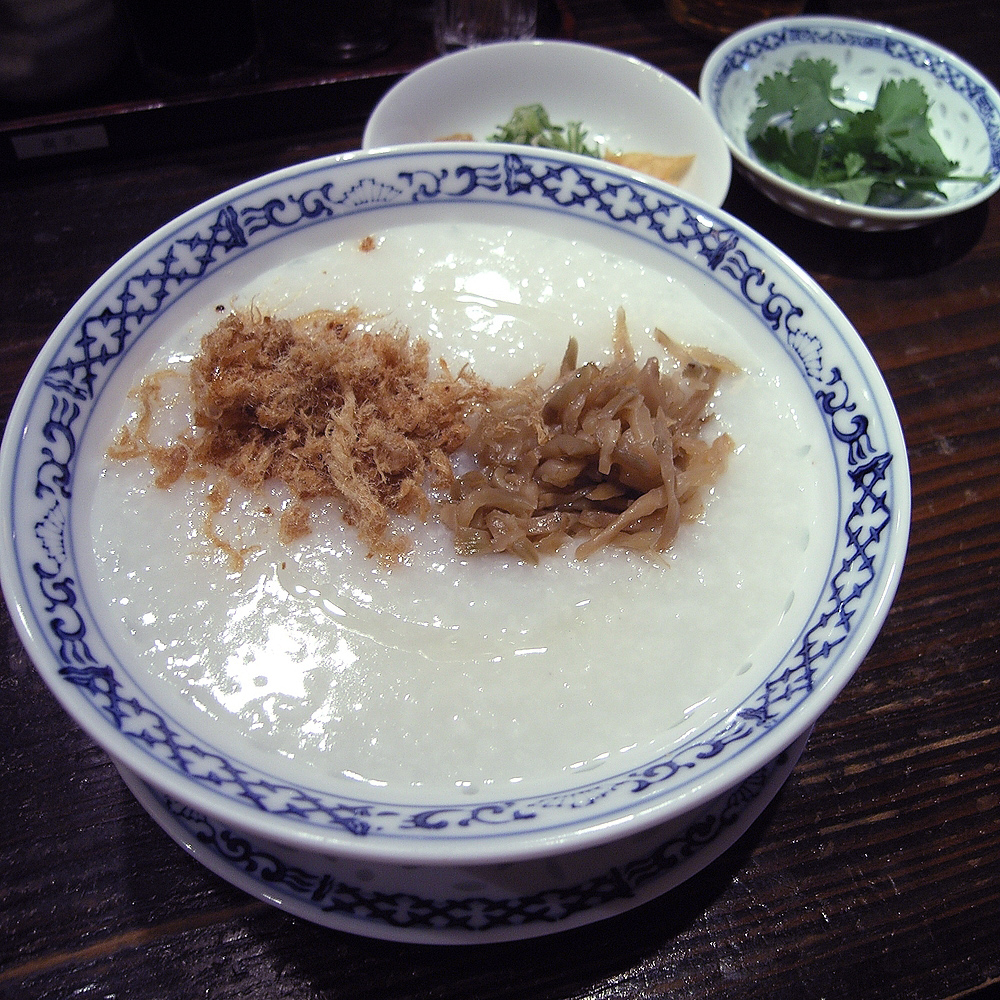
中国南部の粥
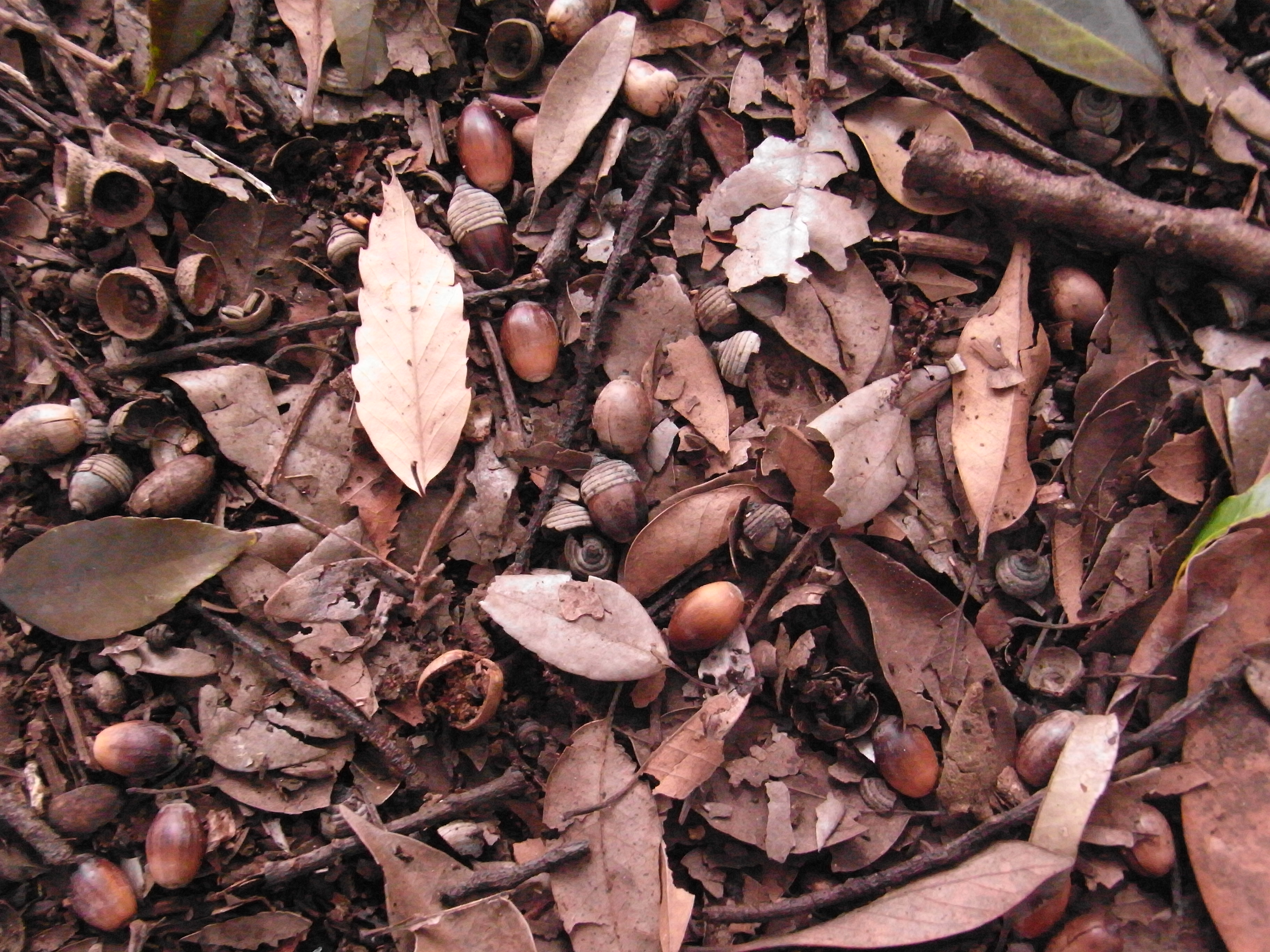
縄文時代、どんぐり
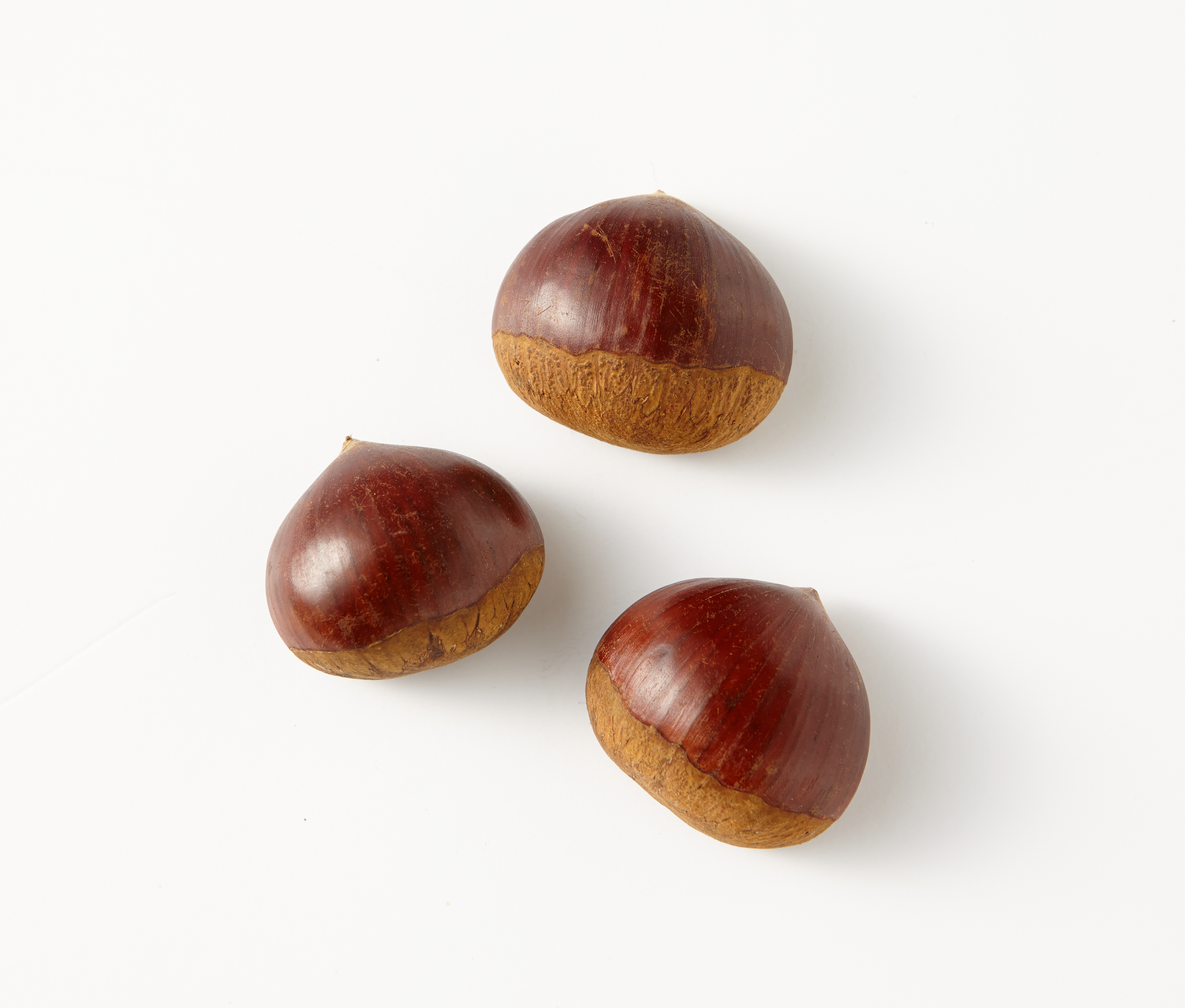
縄文時代、栗
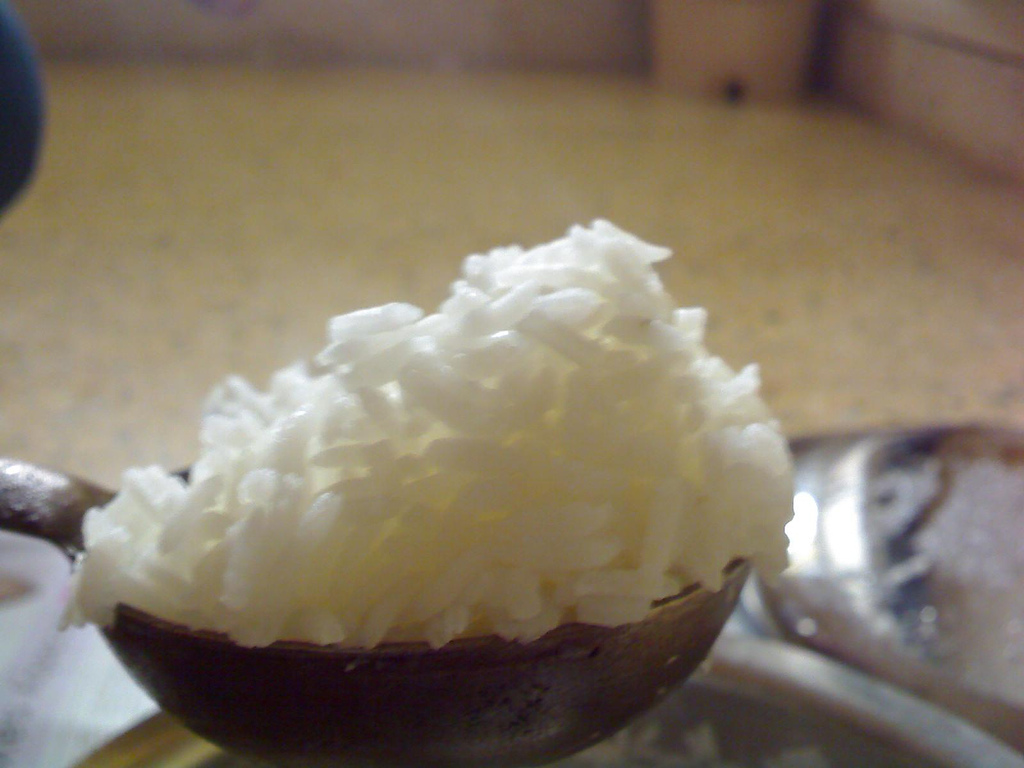
炊いた米
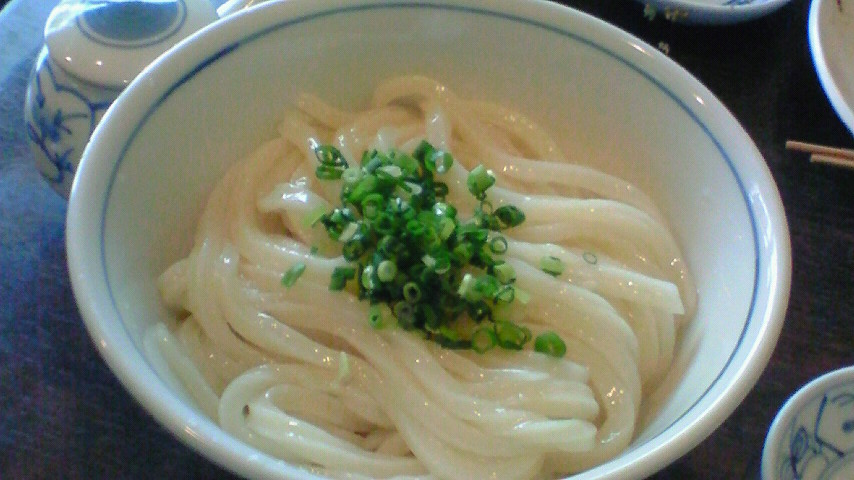
小麦粉から作られたうどん
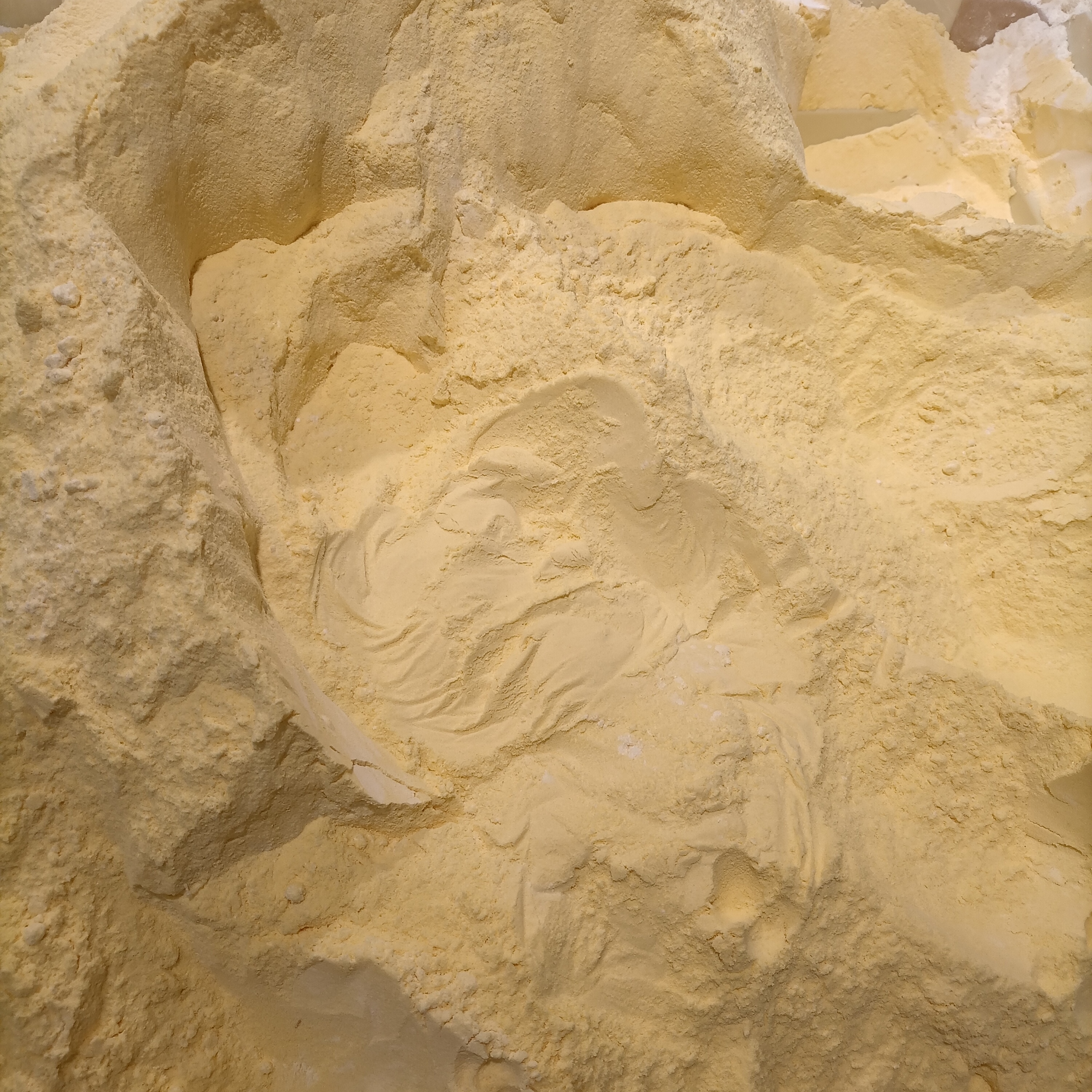
トウモロコシ粉
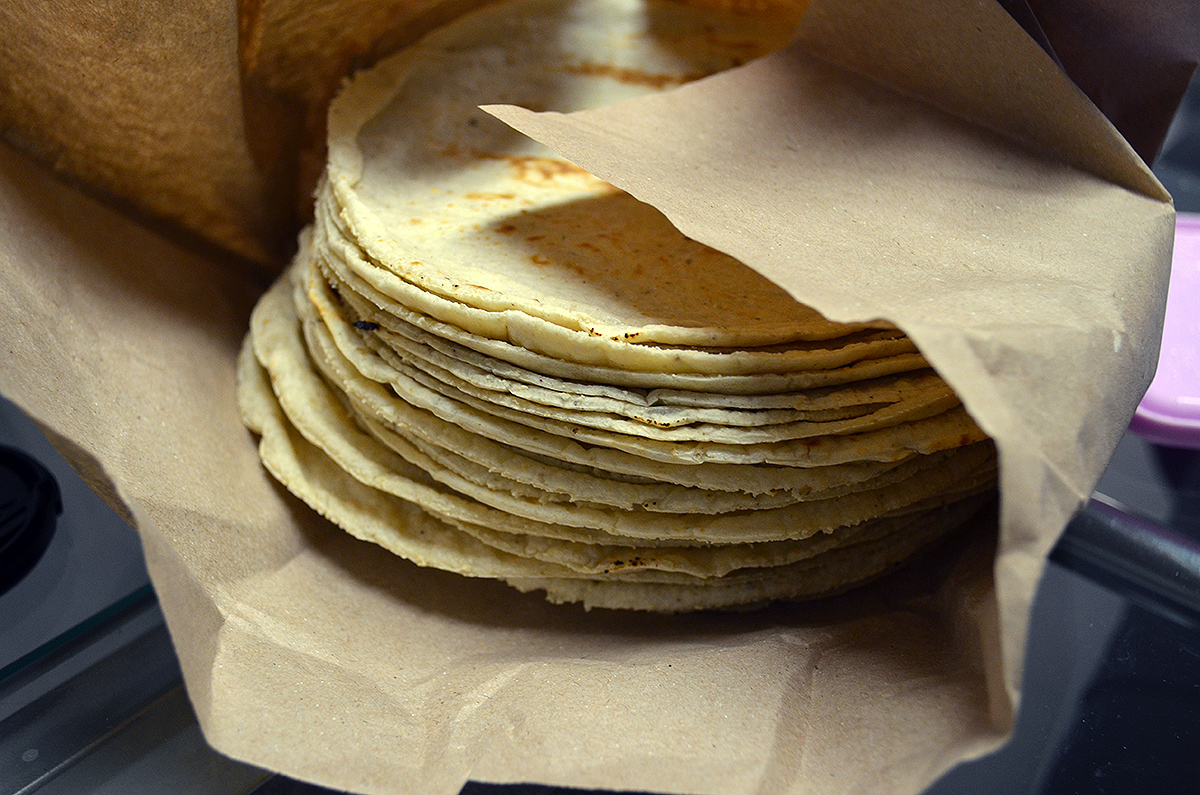
トウモロコシのトルティーヤ
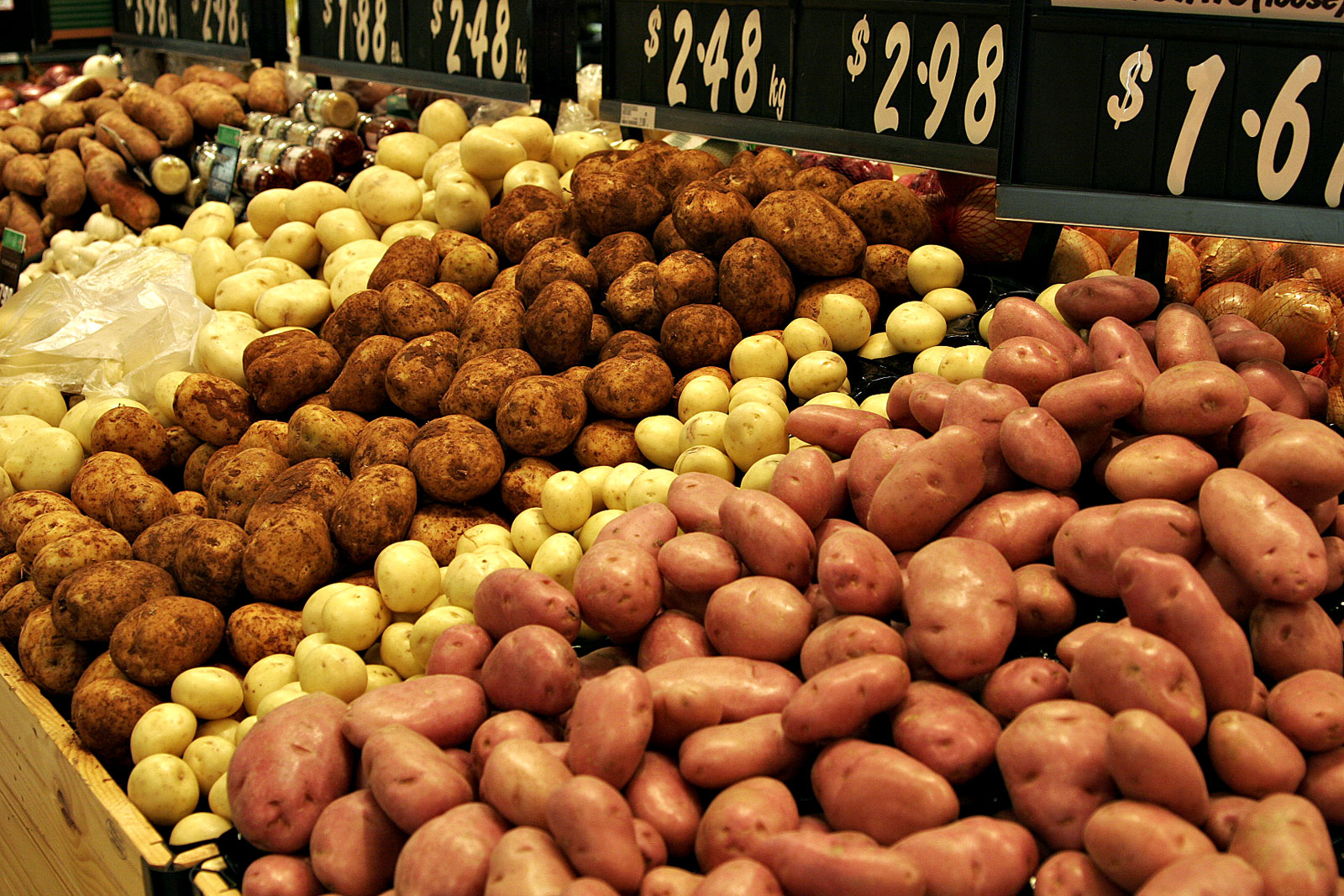
様々な種類のジャガイモ
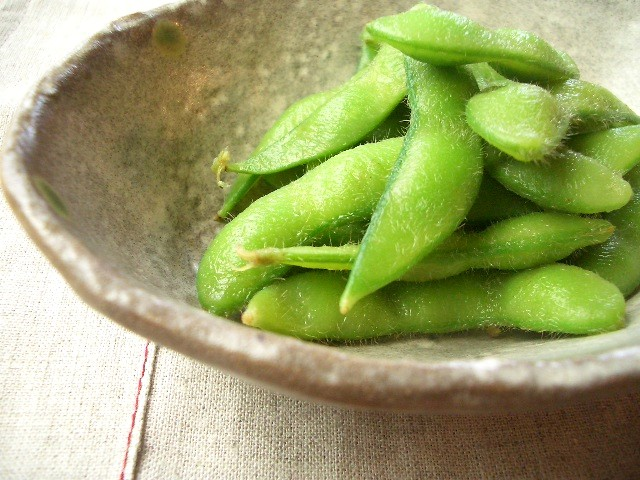
枝豆（緑の大豆）
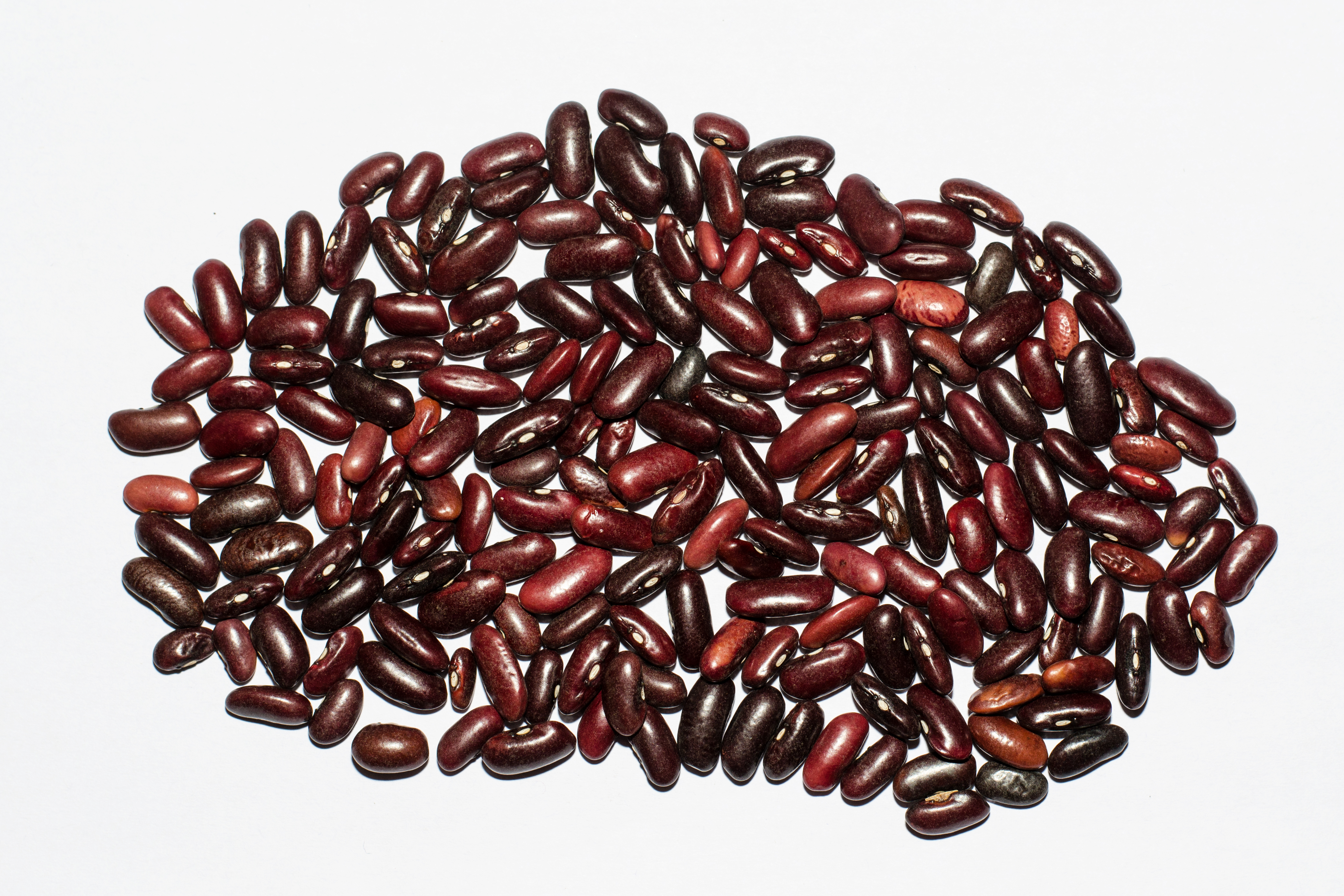
赤いんげん豆（英語版）
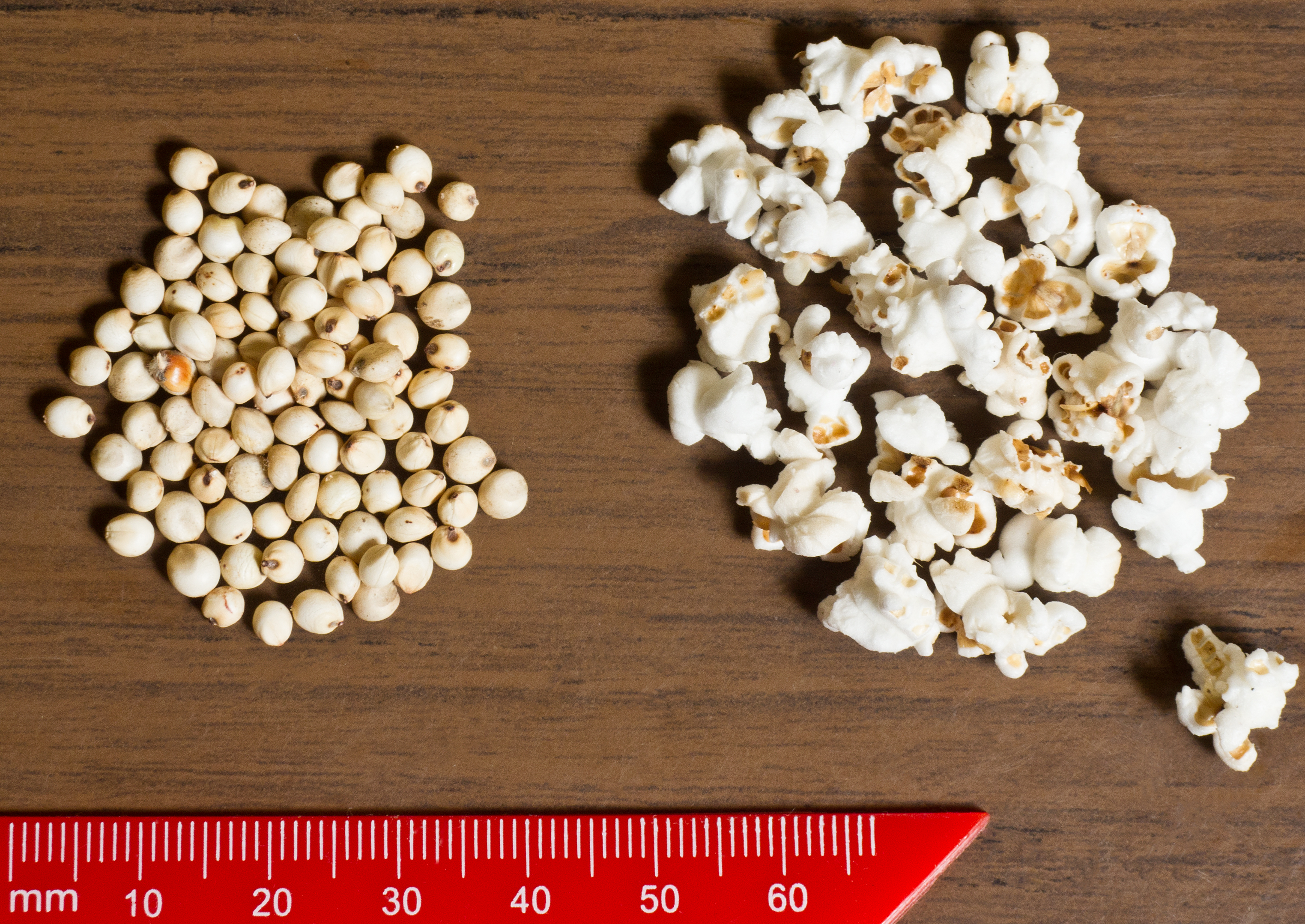
ソルガムの種子とポップ・ソルガム
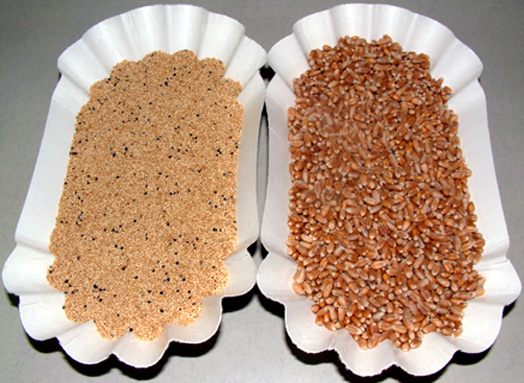
アマランサス（左）とパンコムギの小麦の実（英語版）
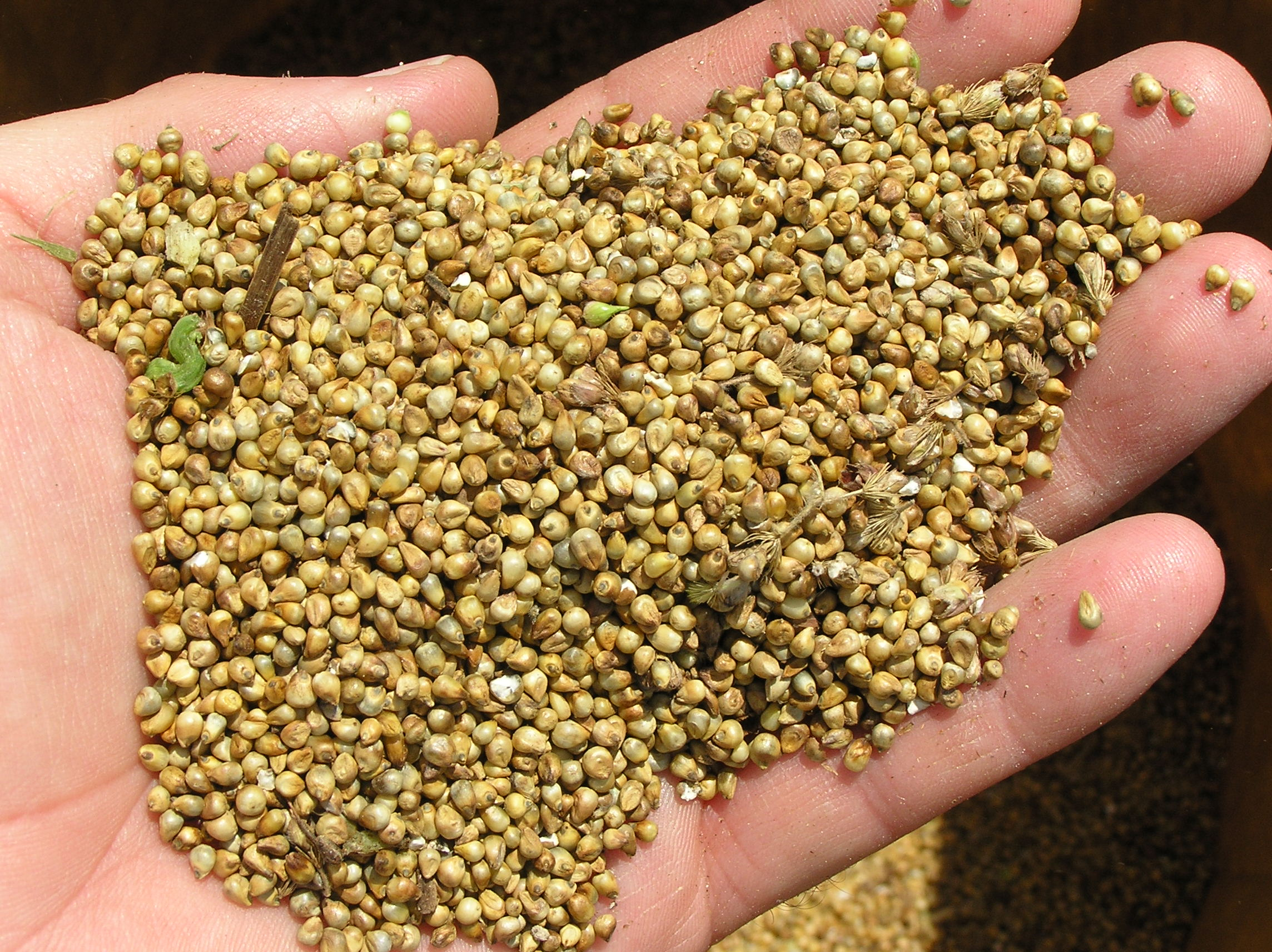
キビの穀物
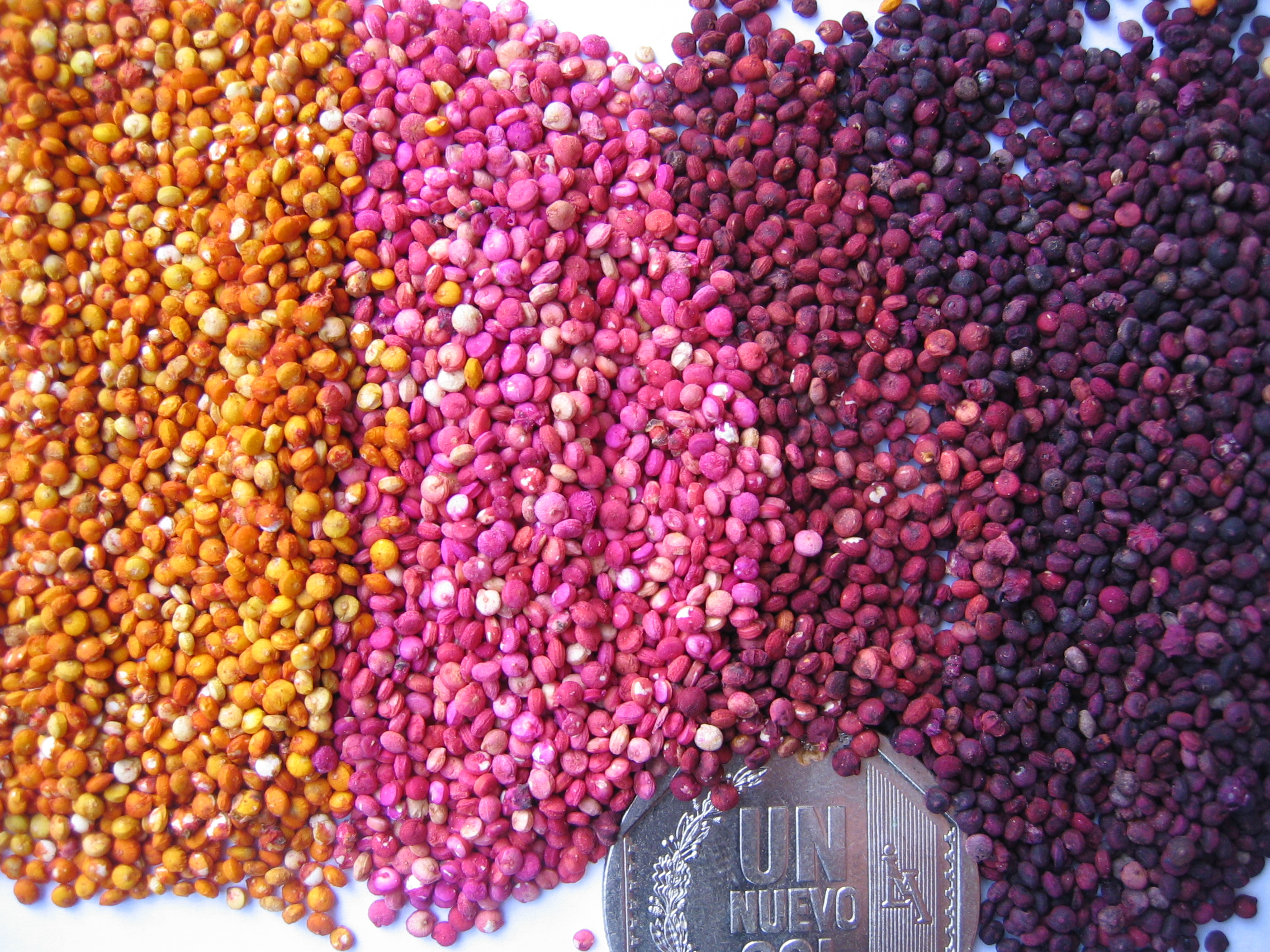
色の付いたキノア
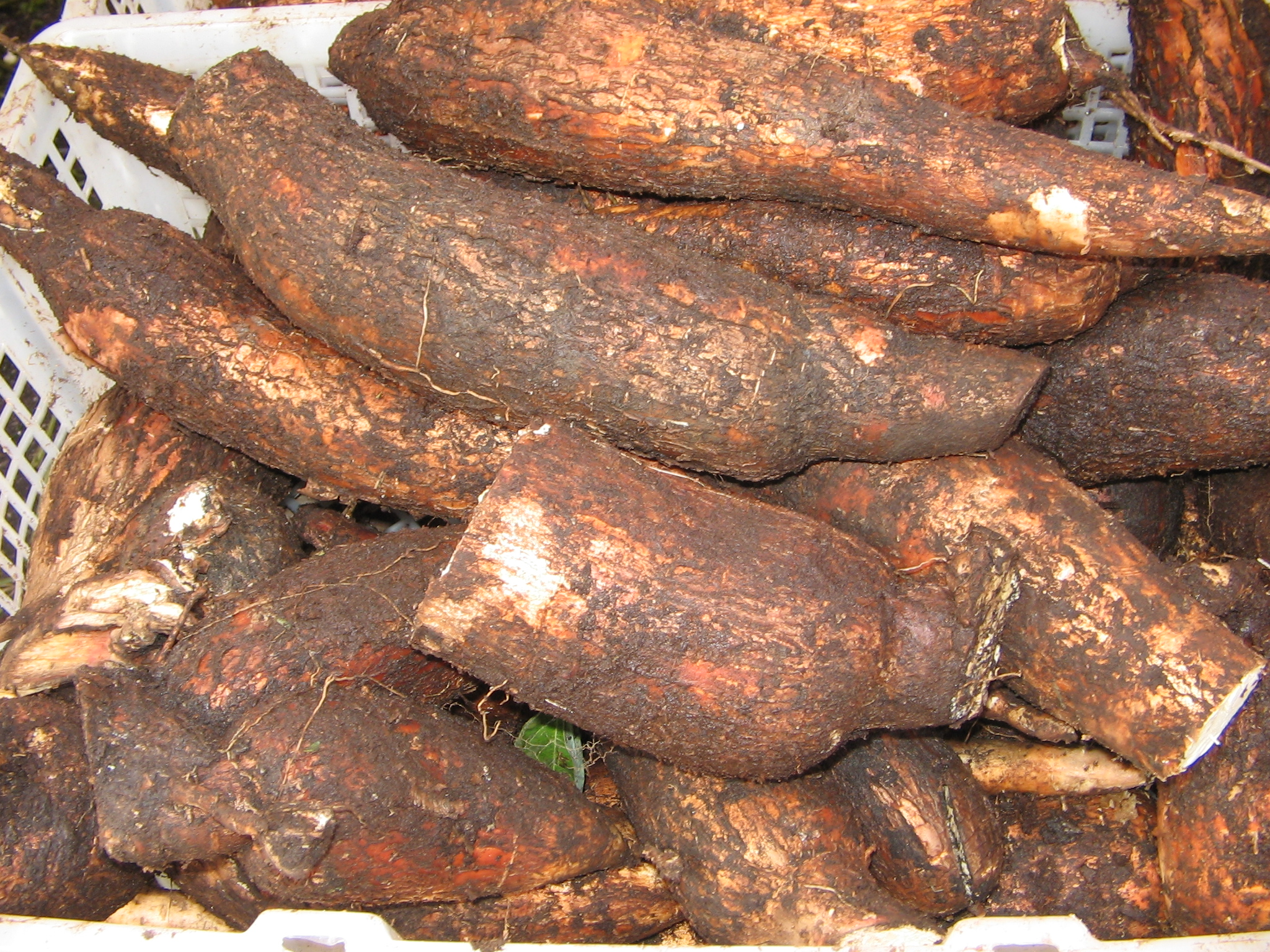
キャッサバの根
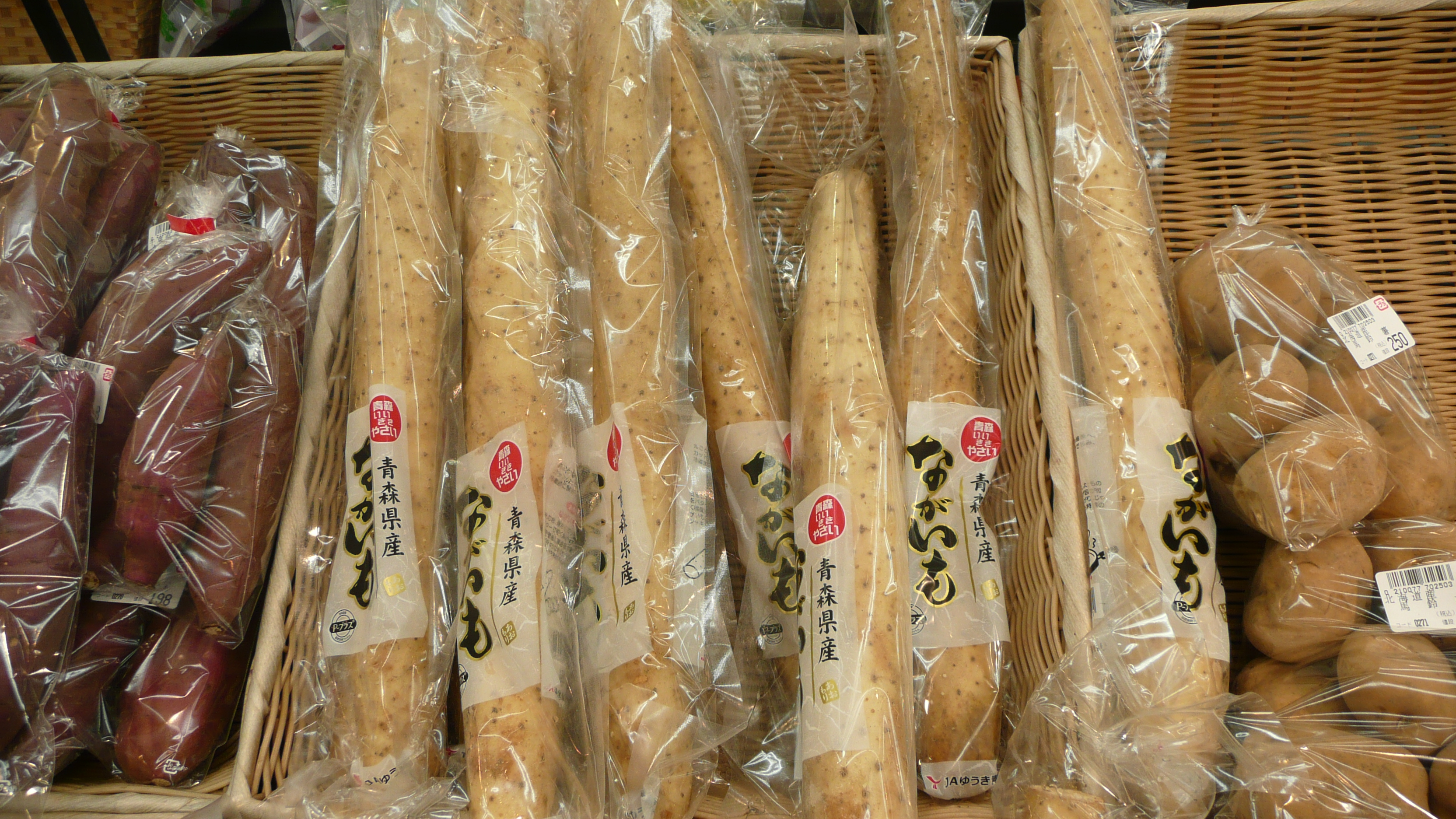
ナガイモ
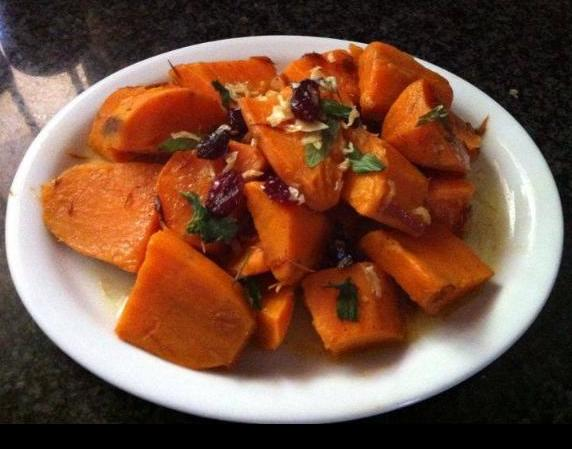
サツマイモのサラダ
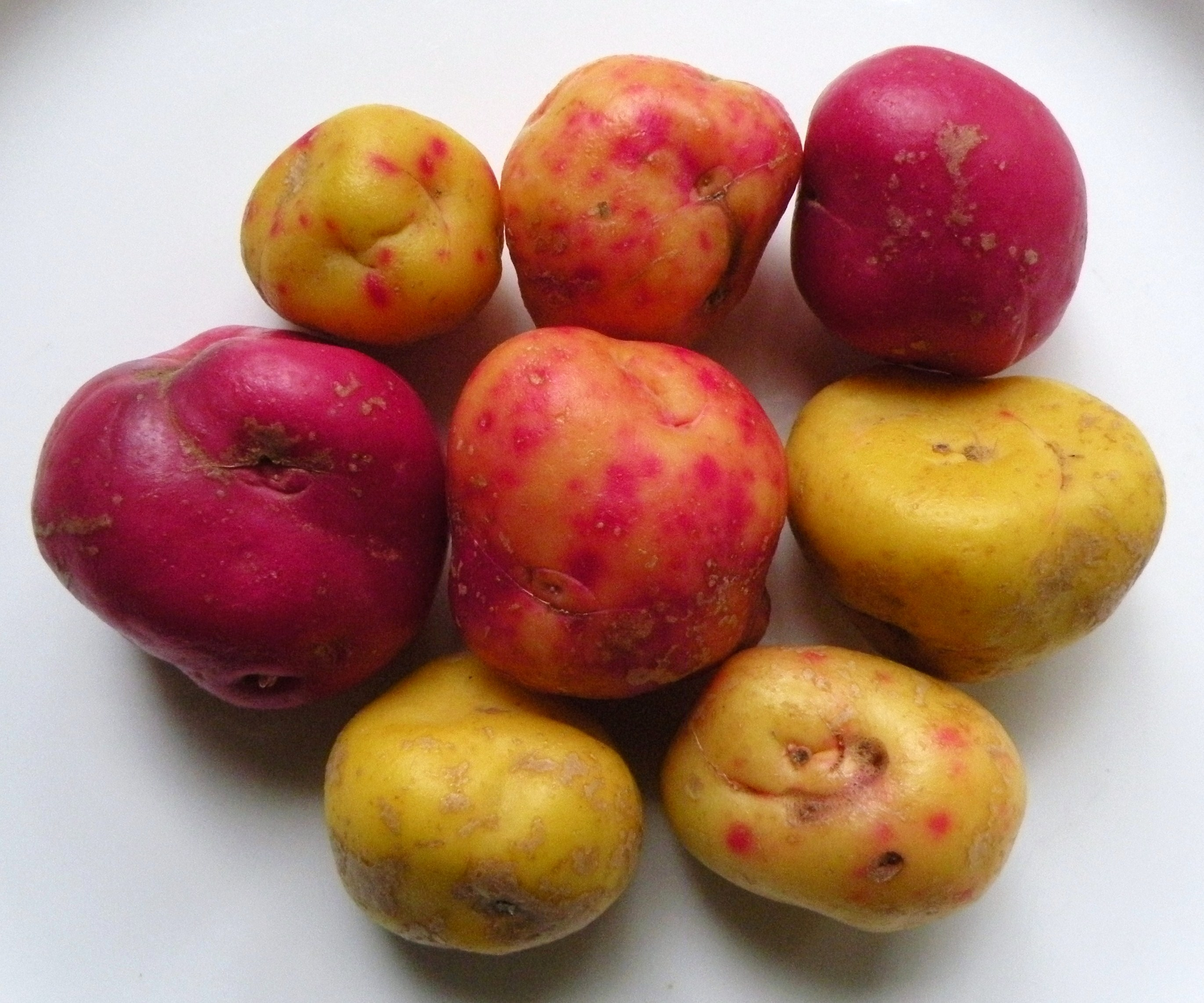
オユコ（英語版）の塊根
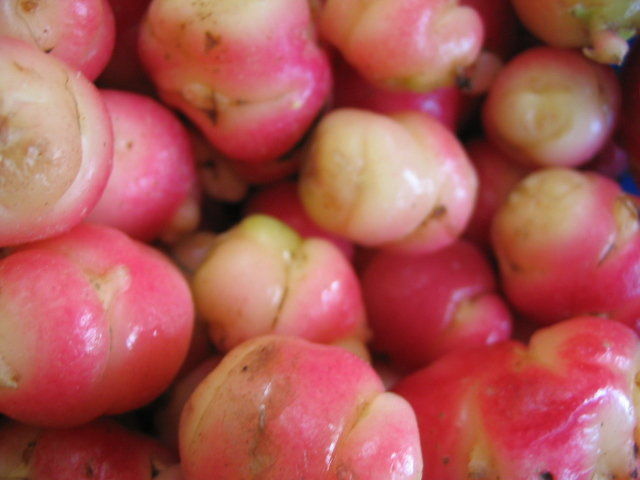
オカの塊根
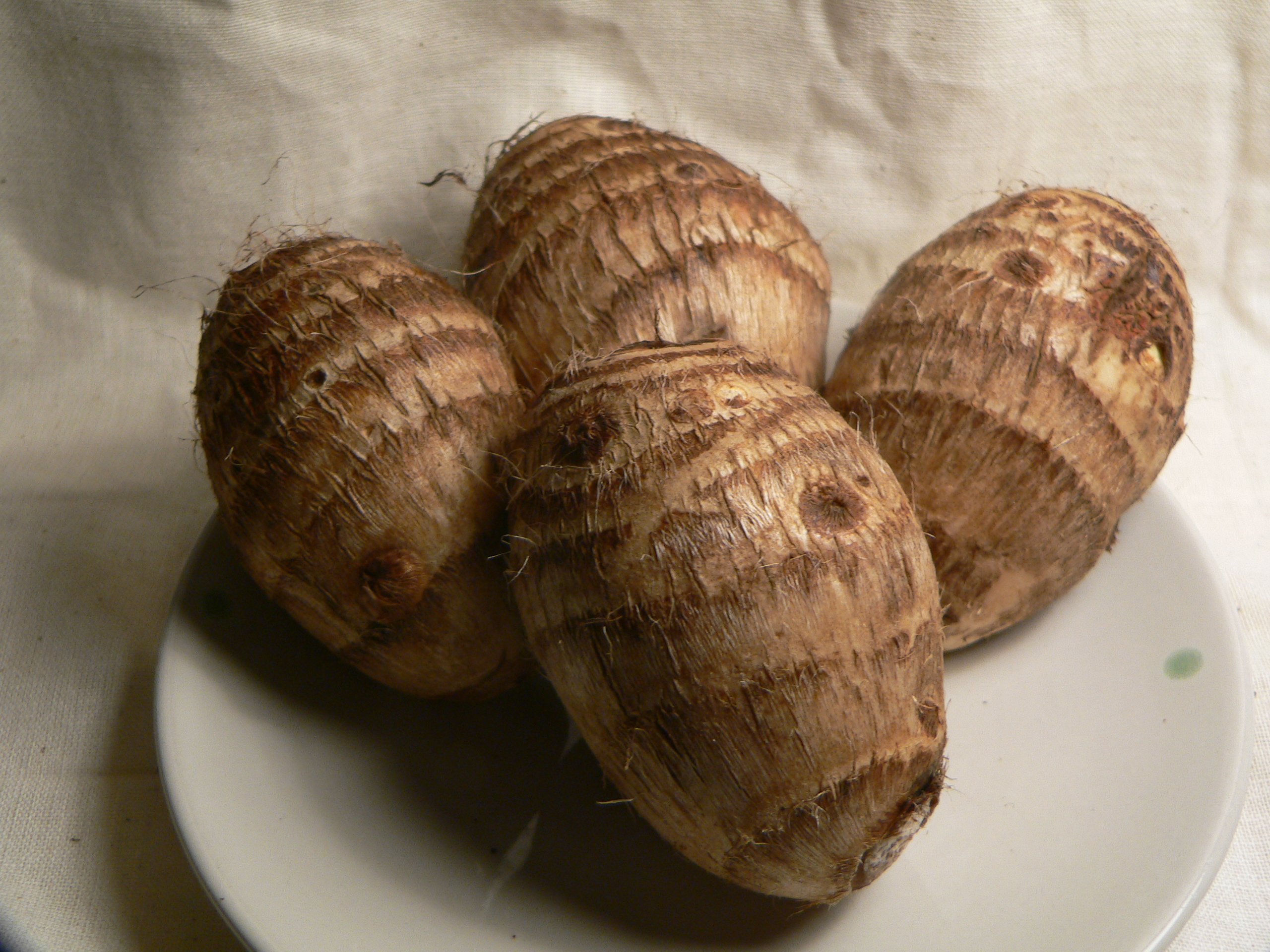
タロイモの根
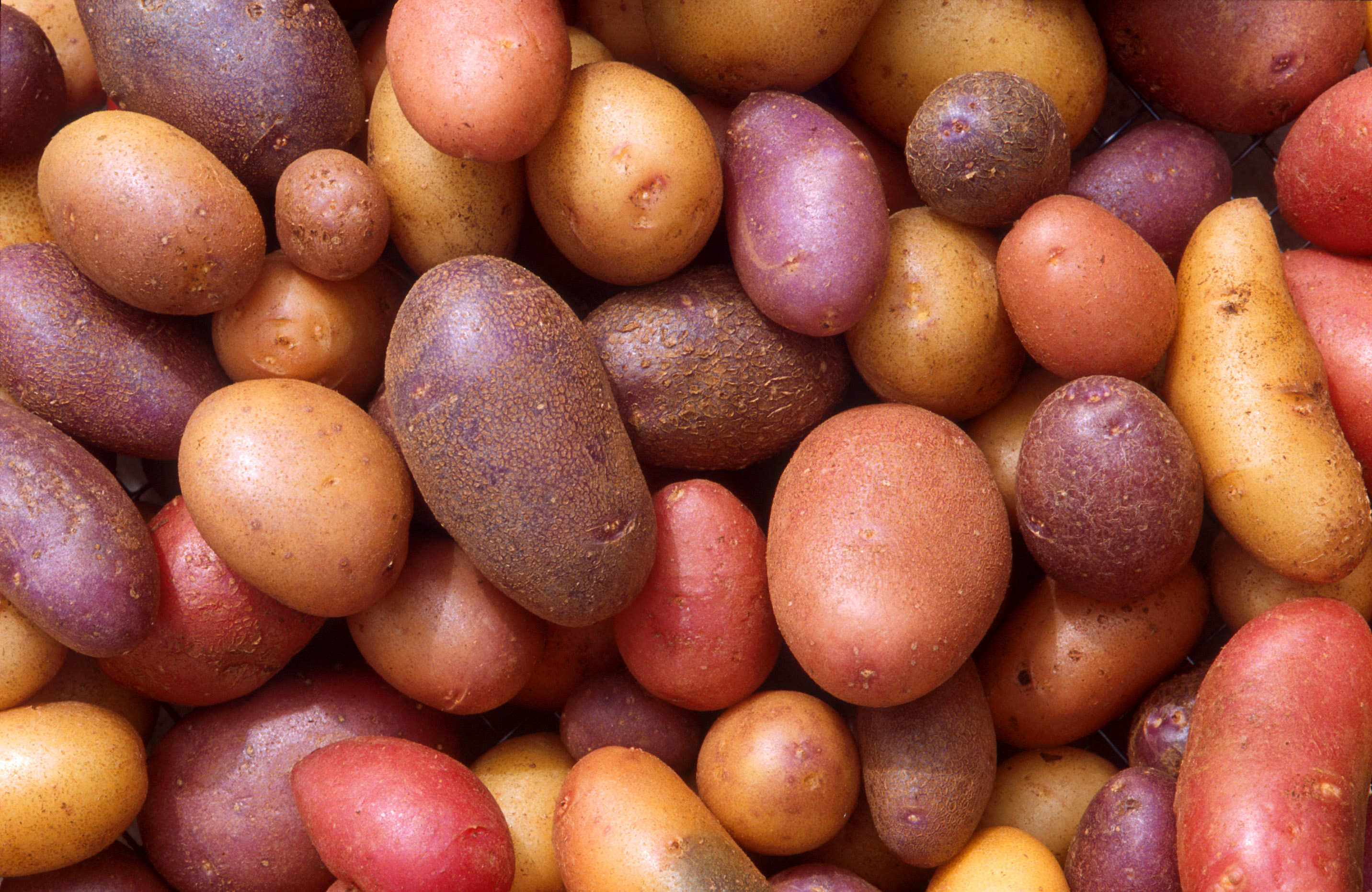
サツマイモ
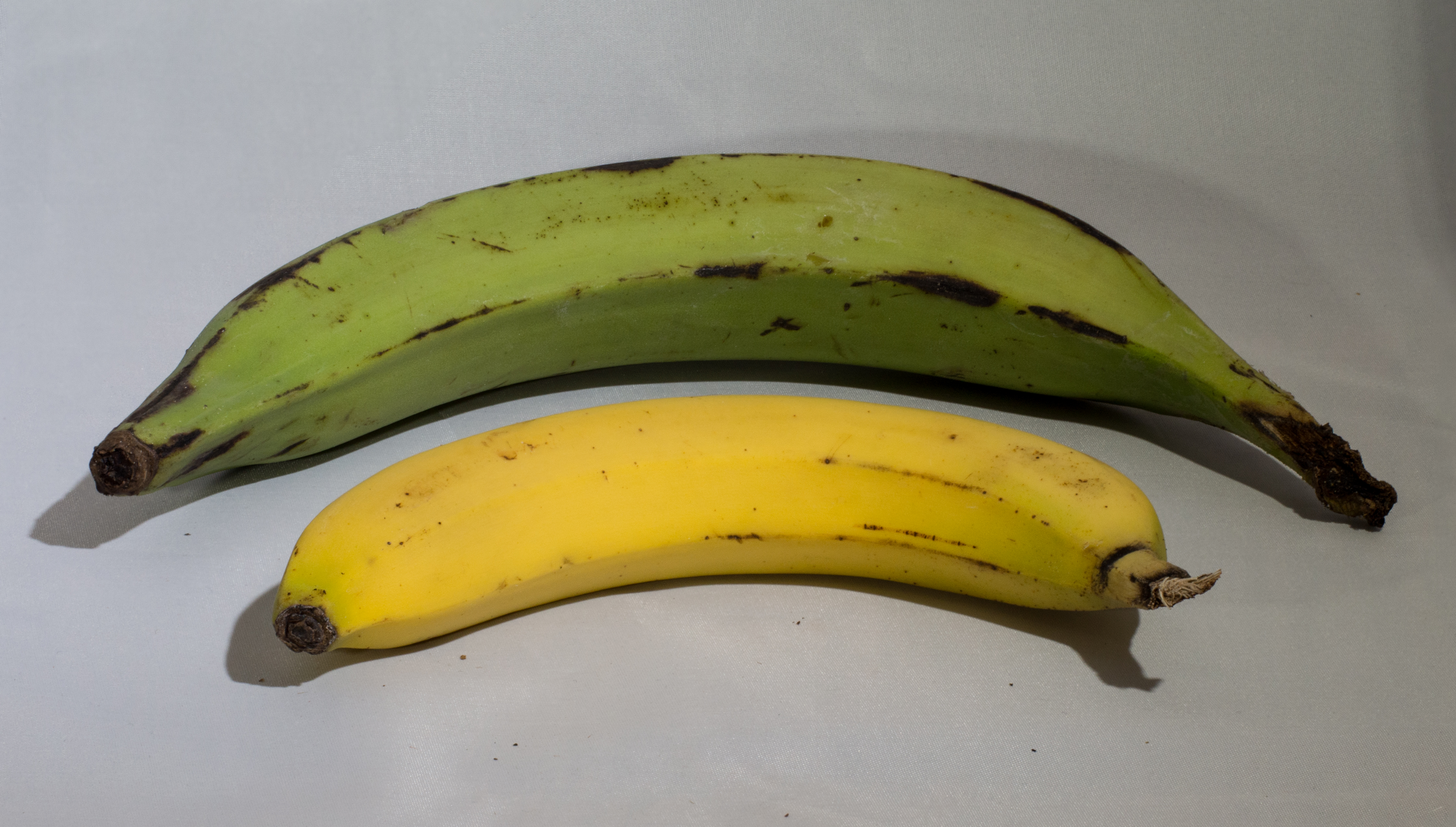
プランテンとバナナ